# Symsagittifera schultzei
Symsagittifera schultzei är en plattmaskart som först beskrevs av Schmidt 1852.  Symsagittifera schultzei ingår i släktet Symsagittifera och familjen Sagittiferidae. Inga underarter finns listade i Catalogue of Life.